# Agelanthus fuellebornii
Agelanthus fuellebornii là một loài thực vật có hoa trong họ Loranthaceae. Loài này được (Engl.) Polhill & Wiens mô tả khoa học đầu tiên năm 1992.